# Milton Glaser
Milton Glaser (Bronx, Nova York, 26 de juny de 1929 - Manhattan, Nova York, 26 de juny de 2020) va ser un prolífic il·lustrador i dissenyador estatunidenc.
Glaser va estudiar a la Cooper Union entre 1948 i 1951 i a través d'una beca Fulbright, també a l'Acadèmia de Belles Arts de Bolonya, a Itàlia, on va coincidir amb el pintor Giorgio Morandi. Va fundar amb Seymour Chwast el Push Pin Studio per a, el 1974, crear la seva pròpia companyia, iniciant així una línia revolucionària de creació que el va consolidar internacionalment, sent el responsable de cartells, caràtules, logotips, i portades que han passat a formar part del nostre imaginari col·lectiu.
Cofundador del ‘New York Magazine’, passà a la història pel seu audaç logotip "I Love NY", un dels emblemes de la metròpolis nord-americana de Nova York, concebut com a part d'una campanya publicitària que va començar el 1977 per impulsar la imatge de l'estat quan la delinqüència i els problemes pressupostaris dominaven els titulars. Glaser va fer el disseny de franc. A més, Glaser va ser molt prolífic, sobretot amb pòsters i disseny editorial. Seu és el pòster amb el perfil de Bob Dylan i els cabells convertits en un arc psicodèlic, de 1966. Dedicat al disseny editorial i a la identitat corporativa, en el primer camp va treballar per a publicacions com ‘Paris Match’, ‘L'Express’, ‘Esquire’ o ‘The Village Voice’ i ‘La Vanguardia’ (1987-1989) per fer un canvi en aquesta publicació coincidint amb el seu pas al color.
La seva obra ha estat exposada al Museu d'Art Modern de Nova York (MoMA) i al Centre Pompidou de París, i també a la Sala Vinçon de Barcelona. Precisament a Barcelona, també ha realitzat les etiquetes commemoratives dels vins i caves del restaurant 7 Portes amb motiu del 175è aniversari d'existència, basant-se en la cultura mitològica egípcia i greco-romana, els primitius italians i la comèdia de l'art. Amb referències al món animal, i al·lusions al minotaure, l'unicorn o el faune, Milton Glaser s'ha preocupat també de dotar les peces d'un ornament floral típic del modernisme català. Glaser és també el responsable de l'actual imatge de La Vanguardia, amb un disseny realitzat el 1989.
El 2009 va rebre la Medalla Nacional de les Arts, el premi artístic més important que concedeix el Govern federal dels Estats Units.
Glaser va morir el mateix dia del seu aniversari a Manhattan, a conseqüència d'un ictus que es va sumar al greu estat dels seus ronyons.